# Zhao Shuli
Zhao Shuli (ur. w 1906 w Qinshui w Shanxi, zm. 23 września 1970 w Taiyuan) – chiński powieściopisarz i autor opowiadań. 

## Życiorys
Ojciec przyszłego pisarza zarabiał jako wędrowny wróż, sprzedawca ziół i gawędziarz. Zhao Shuli pobierał edukację w miejscowej szkole podstawowej, a następnie, w 1925, wstąpił do szkoły nauczycielskiej. Zaangażował się w Ruch 4 Maja. W 1926 za udział w proteście studenckim został wydalony ze szkoły, a w 1929 aresztowany jako podejrzany o członkostwo w partii komunistycznej. W 1930 roku zaczął publikować pierwsze opowiadania. W 1937 wstąpił do Komunistycznej Partii Chin. Po przeniesieniu się do siedziby partii w Yan’an rozpoczął pracę jako dziennikarz. W kolejnych latach pisał i publikował powieści (李家莊的變遷 Li jiazhuang de bianqian, 1946), dramaty i opowiadania (m.in. 小二黑結婚 Xiao Erhei jiehun, 1943). Był też redaktorem naczelnym czasopism literackich. 
Do końca lat 50. XX wieku twórczość Zhao Shuli, podejmująca tematykę wiejską i opisująca problemy mieszkańców wsi, korzystająca z tradycyjnych chińskich technik narracyjnych i reprezentująca poglądy partii, była uznawana za wzorcową przez Partię Komunistyczną, a jego utwory były chętnie publikowane. Jednak w latach 60. zaczęła być ona poddawana krytyce, szczególnie silnej w czasie rewolucji kulturalnej. Zarzuty wysuwane wobec utworów Zhao Shuli dotyczyły m.in. zhongjian renwu – postaci złożonych, niereprezentujących jasnej linii politycznej i moralnej.
Zhao Shuli zmarł 23 września 1970 roku w areszcie domowym. 

## Twórczość
Twórczość Zhao Shuli wykorzystywała w dużej mierze tradycyjne motywy literatury chińskiej (np. plany małżeńskie zakochanych udaremnione przez przesądnych rodziców), osadzając je w nowym kontekście. W tematyce jego utworów powracały wątki związane z miłością, małżeństwem oraz problemami ludności wiejskiej. Twórczość Zhao Shuli reprezentowała ponadto i wspierała poglądy i linię polityczną Komunistycznej Partii Chin – problemy bohaterów były zazwyczaj rozwiązywane dzięki interwencji członków partii, częścią fabuły była edukacja polityczna bohaterów, a moralność postaci była skorelowana z klasą społeczną, do jakiej należeli (biedni to bohaterowie dobrzy, bogaci – źli); pisarz poruszał też tematy reformy rolnej i wprowadzonego przez partię prawa dotyczącego małżeństw. 
Pomimo propagandowych celów powieści, bohaterowie Zhao Shuli są zazwyczaj skonstruowani w sposób wiarygodny. Pisarz posługuje się narracją trzecioosobową, narrator sprawia jednak wrażenie członka społeczności, którą opisuje. Miejsce akcji bywa mało skonkretyzowane, co pozwala na uniwersalizację zawartych w utworze treści – czytelnik ma wrażenie, że akcja mogłaby też mieć miejsce w jakiejkolwiek innej społeczności. Warstwa językowa utworów jest zróżnicowana i zawiera zarówno elementy języka mówionego i pisanego, oficjalnego i kolokwialnego itp.